# 春と修羅
『春と修羅』（はるとしゅら）は、宮沢賢治の制作した口語詩。また、同作品を収録した詩集のタイトルでもある。賢治の生前に唯一刊行された詩集として知られる。賢治はそれに続いて制作した作品にも同じタイトルを付けて詩集として続刊することを企図していた。（それぞれ『春と修羅 第二集』『春と修羅 第三集』）ここではそれらも含めて記載する。

## 詩「春と修羅」
詩集では制作日として「1922.4.8」という注記がある（賢治の場合、発表までの間に何度も書き直しを行う場合がほとんどであるため、第一稿を着想ないしは執筆した日付と考えられている）。また、タイトルに"mental sketch modified"という副題が付されている。なお、本詩集中の「青い槍の葉」「原体剣舞連」にも同じ副題が付いている。
この作品の一部は少しずつ各行の段組が上下にずれ、全体がうねっているような形になっており、それによって詩人の内面の動揺が外界の知覚をも歪ませている様が表現されている。

## 詩集『春と修羅』（第一集）
上記作品を含めた69編の作品と「序」（これを作品と見なすと70編）からなる詩集。1922 - 1923年に制作された作品が収録されている。
1924年（大正13年）4月20日、東京の関根書店から刊行。ただし事実上は賢治の自費出版である（実際の印刷は賢治の住んでいた花巻川口町の印刷所で行われた）。正確なタイトルは『心象スケツチ 春と修羅』で、賢治自身は「詩集」と呼ばれることを好まなかった。タイトルには第一集とはつかないが、その後の第二集・第三集から遡って（区別するために）第一集とも呼ばれる。本の背文字を書いたのは歌人の尾山篤二郎で、これは賢治の親戚である関徳弥の歌の師であるという縁からだった。
上記表題作のほか「原体剣舞連」「小岩井農場」や妹トシ（とし子）の臨終を題材とした「永訣の朝」、そのトシの魂との交流を求める様子を詠んだ「青森挽歌」「オホーツク挽歌」等の作品がよく知られる。
詩集刊行前に賢治が先駆型を雑誌や新聞に発表していた作品が3編存在し、いずれも詩集と一部異同がある。
各作品の下書稿の現存は僅かであるものの、詩集印刷のために活版所で用いられた「詩集印刷用原稿」の大半が現存しており、賢治は刊行への最終段階に至るまで作品の推敲や配置などに意を砕いたことが、原稿に残された書き込みなどから窺える。また、刊行後にも数冊の詩集本文に書き直しの書き込みを行っており、そのうち宮沢家所蔵本をはじめ3冊が現存している。これらの内容の異同は、『【新】校本宮澤賢治全集 第二巻』（筑摩書房刊）で確認することができる。
詩の多くは「心象スケッチ」と賢治自身が名付けた手法によって書かれ、時間の経過に伴う内面の変容、さらにその内面を外から見る別の視点が取り込まれている。この「心象スケッチ」の手法については、ウィリアム・ジェームズが唱えた「意識の流れ」との関連が指摘されている（賢治は『春と修羅 第二集』の詩「林学生」にジェームズの名を書き残しており、著書を読んだ可能性が研究者から言及されている）。
刊行当時、辻潤が読売新聞に連載していたコラムで激賞、佐藤惣之助も詩誌で評価するコメントを付した。背文字を書いた尾山篤二郎も主催する短歌雑誌『自然』の中で賞賛する紹介をしている。しかし当時の世間一般には受け入れられず、大半が売れ残ってしまい、結局賢治が自ら相当の部数を引き取ることになった。引き取った『春と修羅』を岩波書店の学術書と交換するよう依頼する内容の岩波茂雄宛書簡も発見されている。
とはいえ、中原中也や富永太郎といった詩人も強い影響を受けたことが判明している。さらに、中国に留学していた草野心平は『春と修羅』を読んで「瞠目」し、日本に帰国後に創刊した詩誌『銅鑼』に賢治を同人として誘った。草野は賢治の存命中から没後にかけてその作品の紹介に大きな役割を果たすことになるため、この出会いは結果的にきわめて大きな意味を持つ。2021年には、三木露風の遺品のノートから、賢治が刊行直後に露風に献本し、それに対して露風が好意的な返書を送っていたことが明らかになった。
また、地元の岩手県の詩壇においてはこの『春と修羅』によって賢治は一定の評価を受けることとなった。その中で地元詩人との交友も発生し、旧制盛岡中学校の後輩（当時在学中）であった森荘已池と知り合うこととなる。
2019年時点で現存する初版本は30部程度とされている。

## 詩集「春と修羅 第二集」
上記の『春と修羅』に続いて、花巻農学校教員時代の後半（1924年 - 1926年3月）に制作された詩群である。賢治は農学校退職後の1928年頃にこれをまとめて出版する構想を立てた。当初は正規の出版ルートを使わずに、謄写版を用いた完全な自費出版とする予定であった。しかし、賢治が所有していた謄写印刷の道具一式を労働農民党にカンパとして供出したため、いったん構想は停滞する。その後、友人である藤原嘉藤治（花巻高等女学校の音楽教諭）や菊池武雄（童話集『注文の多い料理店』の挿絵を担当）らの勧めを受けて、出版社からの刊行を企図し、「序」を執筆している。この序文には上記の2名が出版を勧めた経緯も記されている。また、作品を執筆した農学校教員時代を回想する記述があり、教員としての賢治を論じる際にしばしば引用される「この四ヶ年はわたくしにとってじつに愉快な明るいものでありました」という一節もここに含まれている。
なお、この第二集に相当する時期から賢治は自作の詩に一連の作品番号を付している。この第二集の時期においては、「日付」と照合した場合、番号が不規則に飛ぶ（たとえば100番台の次は300番台となり、500番台まで行って再び300番台があるなど）現象が見られる一方で、度重なる推敲などを経ても日付と作品番号自体はほぼ変わらなかった。
結局、賢治の生前には詩集としての刊行は実現せず、下書きに近い状態の草稿が残された（どの作品のどの段階の形態を収録する予定であったかも明示されていない）。使用した原稿用紙から、改稿・推敲は最晩年までおこなわれていたことが確認されている。このため、複数の逐次形態が存在しており、『校本宮澤賢治全集』（筑摩書房、1973 - 1977年）よりも前の全集や文庫本には（読み取りの困難さ故に）それらが入り交じった本文が採用されている作品もある。また、『校本全集』以降、題が存在しない逐次形態では冒頭行のフレーズを〔〕で括ったものを仮の題としている。
『第二集』について入沢康夫は、『第一集』と『第三集』の間の「過渡的なものと見なされる傾向がある」と指摘し、作品の題材についてはその見解を否定しないまでも、晩年までの長い期間をかけて制作されたことを忘れるべきではないと述べ、「口語詩の中で、もっとも時間と手間をかけた熟度の高い作品が、この『第二集』には集っている」という評価を記している。

## 詩集「春と修羅 第三集」
第二集と同じく、生前未刊に終わった詩集で、1925年4月から1928年7月にかけて制作された詩群。第二集では作品番号と日付が必ずしも並行せず、作品番号のプリンシプルが不明なのに対して、第三集は番号順と日付順が明快に一致している。これは、第三集が一種の安定を獲得していることを示すといっていいいだろうと天沢退二郎は述べている。
実生活との対応でいえば、「七〇九　春」にみられるように賢治が花巻農学校教諭の職を辞して、下根子桜の宮沢家別宅に独自自炊の生活に入ってからの日々から、これらの詩篇が生み出されたことになる。作品に則していえば、詩人の目はぐっと地面に近いところまで引き下げられ、そのために第二集とくらべて、世界の異相が明らかにされ始めたともいえる。詩人みずから選んだ視座とはいいながら、「煙」や「白菜畑」「悪意」などには、新しい憤りや愁いが詩人の魂を侵していることを知らせている。
「〔あすこの田はねえ〕」「野の師父」「和風は河谷いっぱいに吹く」の三篇は、農民への献身者としての生きがいがうたいあげられているように見える。しかし、「野の師父」はさらなる改稿を受けるにつれて、茫然とした空虚な表情へとうつろいをみせ、「和風は河谷いっぱいに吹く」の下書稿はまだ七月の、台風襲以前の段階で発想されており、最終形と同日付の「〔もうはたらくな〕」は、失意の底の暗い怒りの詩である。これら一見リアルな、生活体験に発想したとみえる詩篇もまた、単純な実生活還元をゆるさない屹立した“心象スケッチ”であることがわかる。

## その他
『校本宮澤賢治全集』が刊行される以前は「春と修羅 第四集」と呼ばれる詩編が全集に収録されていた。これについては、『校本全集』の編集に伴う草稿調査によって、賢治自身がそのような形でまとめた形跡がなく、「第三集」以後の作品の一部を便宜的にそのように呼称していたことが判明したため、『校本全集』以降は存在しなくなっている。従来「第四集」とされてきた詩編の多くは『校本全集』では「春と修羅 詩稿補遺」、『【新】校本宮澤賢治全集』では「口語詩稿」という形で全集に収録されている。